# Livoneca ricinoides
Livoneca ricinoides är en kräftdjursart som beskrevs av Risso 1816. Livoneca ricinoides ingår i släktet Livoneca och familjen Cymothoidae. Inga underarter finns listade i Catalogue of Life.